# UFC on ESPN: Kattar vs. Emmett
UFC on ESPN: Kattar vs. Emmett（ユーエフシー・オン・イーエスピーエヌ：ケイター・バーサス・エメット、別名UFC on ESPN 37）は、アメリカ合衆国の総合格闘技団体「UFC」の大会の一つ。2022年6月18日、テキサス州オースティンのムーディー・センターで開催された。

## 大会概要
本大会はカルヴィン・ケイターとジョシュ・エメットのフェザー級戦が組まれた。

## 試合結果

### プレリミナリーカード
第1試合 ミドル級 5分3R
○  ロマン・ドリーゼ vs.  カイル・ドーカス ×
1R 1:13 KO（左膝蹴り→パウンド）
第2試合 ミドル級 5分3R
○  フィル・ハウズ vs.  デロン・ウィン ×
2R 4:25 TKO（スタンドの肘打ち連打）
第3試合 バンタム級 5分3R
○  コーディー・スタマン vs.  エディ・ワインランド ×
1R 0:59 TKO（スタンドパンチ連打）
第4試合 女子ストロー級 5分3R
○  マリア・オリベイラ vs.  グロリア・ジ・パウラ ×
3R終了 判定2-1（29-28、28-29、29-28）
第5試合 フェザー級 5分3R
○  リカルド・ラモス vs.  ダニー・チャベス ×
1R 1:12 KO（右スピニングバックエルボー）
第6試合 ウェルター級 5分3R
○  ジェレマイア・ウェルズ vs.  コート・マッギー ×
1R 1:34 KO（左フック→パウンド）
第7試合 女子フライ級 5分3R
○  ナタリア・シウバ vs.  ジャスミン・ジャスダビシアス ×
3R終了 判定3-0（30-26、30-26、30-27）

### メインカード
第8試合 137.5ポンド契約 5分3R
○  エイドリアン・ヤネス vs.  トニー・ケリー ×
1R 3:49 TKO（パウンド）
※ケリーの体重超過によりバンタム級から変更。
第9試合 ミドル級 5分3R
○  グレゴリー・ホドリゲス vs.  ジュリアン・マルケス ×
1R 3:18 KO（右ストレート）
第10試合 ライト級 5分3R
○  ダミル・イスマグロフ vs.  グラム・クタテラーゼ ×
3R終了 判定2-1（28-29、29-28、30-27）
第11試合 ミドル級 5分3R
○  ホアキン・バックリー vs.  アルベルト・デュラエフ ×
2R 5:00 TKO（ドクターストップ）
第12試合 ウェルター級 5分3R
○  ケビン・ホランド vs.  ティム・ミーンズ ×
2R 1:28 ダースチョーク
第13試合 フェザー級 5分5R
○  ジョシュ・エメット vs.  カルヴィン・ケイター ×
5R終了 判定2-1（47-48、48-47、48-47）

### 各賞
ファイト・オブ・ザ・ナイト：ジョシュ・エメット vs. カルヴィン・ケイター
パフォーマンス・オブ・ザ・ナイト：ケビン・ホランド、ホアキン・バックリー、グレゴリー・ホドリゲス、エイドリアン・ヤネス、ジェレマイア・ウェルズ、リカルド・ラモス、コーディー・スタマン、フィル・ハウズ、ロマン・ドリーゼ
各選手にはボーナスとして5万ドルが授与された。

### カード変更
負傷などによるカードの変更は以下の通り。